# Biathlon ai XXI Giochi olimpici invernali
Nel biathlon ai XXI Giochi olimpici invernali, che si svolsero nel 2010 a Vancouver (Canada), vennero assegnate medaglie in dieci specialità. Le gare si sono svolte dal 13 al 26 febbraio 2010 al Whistler Olympic Park di Vancouver.

## Calendario
| Uomini | 10 km sprint  |  |  | 12,5 km inseguimento |  | 20 km individuale |  |  | 15 km partenza in linea   |  |                  |  |  | Staffetta 4x7,5 km | 5  |
| Donne  | 7,5 km sprint |  |  | 10 km inseguimento   |  | 15 km individuale |  |  | 12,5 km partenza in linea |  | Staffetta 4x6 km |  |  |                    | 5  |
| Totale | 2             |  |  | 2                    |  | 2                 |  |  | 2                         |  | 1                |  |  | 1                  | 10 |

## Podi

### Uomini
| Evento                             | Oro                                                                          | Punti     | Argento                                                                    | Punti     | Bronzo                                                          | Punti     |
| 10 km sprint (dettagli)            | Vincent Jay                                                                  | 24'07"8   | Emil Hegle Svendsen                                                        | 24'20"0   | Jakov Fak                                                       | 24'21"8   |
| 12,5 km inseguimento (dettagli)    | Björn Ferry                                                                  | 33'38"4   | Christoph Sumann                                                           | 33'54"9   | Vincent Jay                                                     | 34'06"6   |
| 15 km partenza in linea (dettagli) | Evgenij Ustjugov                                                             | 35'35"7   | Martin Fourcade                                                            | 35'46"2   | Pavol Hurajt                                                    | 35'52"3   |
| 20 km individuale (dettagli)       | Emil Hegle Svendsen                                                          | 48'22"5   | Ole Einar Bjørndalen Sjarhej Novikaŭ                                       | 48'32"0   | -                                                               | -         |
| Staffetta 4x7,5 km (dettagli)      | Norvegia Halvard Hanevold Tarjei Bø Emil Hegle Svendsen Ole Einar Bjørndalen | 1:21'38"1 | Austria Simon Eder Daniel Mesotitsch Dominik Landertinger Christoph Sumann | 1:22'16"7 | Russia Ivan Čerezov Anton Šipulin Maksim Čudov Evgenij Ustjugov | 1:22'16"9 |

### Donne
| Evento                               | Oro                                                                          | Punti     | Argento                                                               | Punti     | Bronzo                                                           | Punti     |
| 7,5 km sprint (dettagli)             | Anastasija Kuz'mina                                                          | 19'55"6   | Magdalena Neuner                                                      | 19'57"1   | Marie Dorin                                                      | 20'06"5   |
| 10 km inseguimento (dettagli)        | Magdalena Neuner                                                             | 30'16"0   | Anastasija Kuz'mina                                                   | 30'28"3   | Marie-Laure Brunet                                               | 30'44"3   |
| 12,5 km partenza in linea (dettagli) | Magdalena Neuner                                                             | 35'19"6   | Ol'ga Zajceva                                                         | 35'25"1   | Simone Hauswald                                                  | 35'26"9   |
| 15 km individuale (dettagli)         | Tora Berger                                                                  | 40'52"8   | Elena Chrustalëva                                                     | 41'13"5   | Dar"ja Domračava                                                 | 41'21"0   |
| Staffetta 4x6 km (dettagli)          | Russia Svetlana Slepcova Anna Bogalij-Titovec Ol'ga Medvedceva Ol'ga Zajceva | 1:09'36"3 | Francia Marie-Laure Brunet Sylvie Becaert Marie Dorin Sandrine Bailly | 1:10'09"1 | Germania Kati Wilhelm Simone Hauswald Martina Beck Andrea Henkel | 1:10'13"4 |

## Medagliere
| Posizione | Paese       |    |    |   | Totale |
| --------- | ----------- | -- | -- | - | ------ |
| 1         | Norvegia    | 3  | 2  | 0 | 5      |
| 2         | Germania    | 2  | 1  | 2 | 5      |
| 3         | Russia      | 2  | 1  | 1 | 4      |
| 4         | Francia     | 1  | 2  | 3 | 6      |
| 5         | Slovacchia  | 1  | 1  | 1 | 3      |
| 6         | Svezia      | 1  | 0  | 0 | 1      |
| 7         | Austria     | 0  | 2  | 0 | 2      |
| 8         | Bielorussia | 0  | 1  | 1 | 2      |
| 9         | Kazakistan  | 0  | 1  | 0 | 1      |
| 10        | Croazia     | 0  | 0  | 1 | 1      |
| Totale    | Totale      | 10 | 11 | 9 | 30     |